# Jochen Neerpasch
Jochen Neerpasch (Krefeld, 23 maart 1939) is een Duits voormalig autocoureur en manager. In 1968 won hij de 24 uur van Daytona.

## Carrière
Neerpasch begon zijn autosportcarrière in de jaren '60 bij het fabrieksteam van Borgward. Tussen 1964 en 1968 nam hij ieder jaar deel aan de 24 uur van Le Mans. Hij beleefde zijn grootste succes bij zijn laatste deelname met een derde plaats in de race als fabriekscoureur van Porsche. Hij deelde de auto dat jaar met Rolf Stommelen. In 1968 won hij, samen met Stommelen, Vic Elford, Jo Siffert en Hans Herrmann, de 24 uur van Daytona in een Porsche 907. Tussen 1962 en 1968 reed hij ook in het World Sportscar Championship (WSC), waarin hij in totaal twee zeges en acht podiumplaatsen behaalde. Na 1968 beëindigde hij zijn loopbaan als coureur.
In de jaren '70 werd Neerpasch manager van coureurs in de DRM en het ETCC. Eerst werd hij manager bij het fabrieksteam van Ford, voordat hij in 1972 het BMW M-team van Hans-Joachim Stuck ging begeleiden. Tussen 1973 en 1979 was hij voorzitter van BMW M GmbH en stelde een opleidingsteam samen, dat bestond uit Eddie Cheever, Marc Surer en Manfred Winkelhock. In 1980 werd hij algemeen directeur competitie bij PSA Talbot en in 1981 en 1982 was hij de afgevaardigde van het WSC bij de FISA. Tussen 1983 en 1987 was hij vicevoorzitter bij IMG in Londen en München.
Van 1988 tot 1992 was Neerpasch racemanager van Daimler-Benz AG in Stuttgart. In deze rol was hij ook directielid van PP Sauber AG in Hinwil. In deze periode was hij verantwoordelijk voor de races van het autosportteam Sauber-Mercedes in het WSC. In 1989 won zijn team de 24 uur van Le Mans met Jochen Mass, Manuel Reuter en Stanley Dickens achter het stuur. Het juniorprogramma van Sauber werd destijds bestuurd door Neerpasch en bestond uit Michael Schumacher, Karl Wendlinger en Heinz-Harald Frentzen. Hierdoor wordt hij gezien als de ontdekker van Schumacher, die zeven keer wereldkampioen in de Formule 1 zou worden.
Tussen 1993 en 1998 was Neerpasch de autosportadviseur van de ADAC. Vanaf 1995 was hij ook verantwoordelijk voor de Super Tourenwagen Cup, totdat dit kampioenschap in 2000 werd afgelost door de DTM. Tussen 1999 en 2001 was hij managing director van Euroc S.A.M. in Monaco.